# Chapelle des Bernardines
La Chapelle des Bernardines est située au no 17 du boulevard Garibaldi dans le 1er arrondissement de Marseille, en France.
Elle fait l’objet d’un classement au titre des monuments historiques depuis le 31 juillet 1952.

## Historique
Les religieuses Bernardines, cisterciennes réformées, fondent à Marseille en 1637 un premier couvent au quai de rive neuve, sur le domaine du « jardin du roi ». Ce domaine acheté en 1459 par le roi René s'étendait entre le cours Honoré-d'Estienne-d'Orves, la rue neuve-Sainte-Catherine, la rue du Chantier et le Vieux-Port. Cette propriété est ensuite achetée par Charles Ier de Lorraine, duc de Guise, gouverneur de Provence.
La construction de l'arsenal des galères entraîne l'expropriation des Bernardines qui font édifier en 1745 un autre couvent près de la porte de Noailles. Elles dépensent pour cette construction une somme de 800 000 livres et s'y installent le 20 août 1751. La réalisation du couvent et de son église a été confiée d'abord à l'architecte Pierre-Paul Bruand puis à l'architecte marseillais Balthazar Dreveton. Ils sont construits suivant les plans de Balthazar Dreveton. L'église est décorée par le sculpteur Jean-Michel Verdiguier. L'autel  
œuvre du marbrier Fossati est mis en place en 1755, c'est aujourd'hui le maître autel de l'église Saint Cannat ou des Prêcheurs . Les religieuses se sont installées dans leur nouveau couvent le 20 août 1751.
À la Révolution, le couvent, qui ne comptait alors que quarante religieuses, est fermé et devient le siège de l'Administration départementale puis celui du lycée qui prendra par la suite le nom de lycée Thiers. L'église est quant à elle utilisée comme musée des Beaux-Arts et école de dessin.

## Utilisations successives de l'église
Le 6 novembre 1794 une commission est chargée de dresser l'inventaire des tableaux et objets divers que la suppression des congrégations rendait disponibles. Cette commission qui prendra en 1796 le nom de Conservatoire des Arts était composée des personnes suivantes : Claude-François Achard, Pains, Guinot, Odossaint, Guenin, Audibert, Barrigue de Fontanieu et le peintre Aubert. Elle rassemble des tableaux de divers peintres : Coypel, Drouais, Laurent Fauchier, Pierre Mignard, Pierre Puget, François Puget, Michel Serre, Michel-François Dandré-Bardon, Lesueur, Vien etc.
L'église des Bernardines, après avoir servi successivement de magasin, de salle de concert et de salle de bal, est utilisée comme musée des Beaux-Arts ; celui-ci ouvre le 9 septembre 1804 sous la direction du peintre Goubaud, professeur de dessin. Mais ce local sombre et mal éclairé n'est pas adapté à une exposition des œuvres d'art ; un nouvel emplacement est recherché dès 1811 par la municipalité. Mais l'état des finances de la ville ne permet pas de donner suite aux divers projets et ce n'est qu'en 1869 que le musée sera transféré au Palais Longchamp construit par l'architecte Henri-Jacques Espérandieu. L'église est alors rendue au culte comme chapelle du lycée. 
Désaffectée en 1937 elle sert de salle d'exposition puis à partir de 1987 de théâtre d'essai centré sur la création et la recherche.